# Ämmänkari (ö i Satakunta, Raumo, lat 61,06, long 21,89)
Ämmänkari är en ö i Finland. Den ligger i sjön Narvijärvi och i kommunen Raumo i den ekonomiska regionen  Raumo ekonomiska region  och landskapet Satakunta, i den sydvästra delen av landet, 190 km nordväst om huvudstaden Helsingfors. Öns area är 0,5 hektar och dess största längd är 90 meter i öst-västlig riktning.